# 제인 브라이언

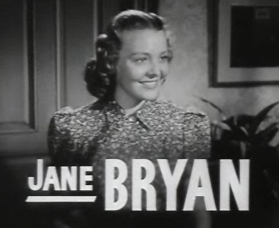

제인 브라이언(Jane Bryan, 1918년 6월 11일 ~ 2009년 4월 8일)은 미국의 배우이자 영화배우이다.
할리우드에서 태어났으며 페블비치에서 사망하였다.

## 영화
- 키드 갈라드 (1937년)
- 더 캡틴스 키드 (1936년)